# Iaroslav Mușinschi
Iaroslav Mușinschi (în rusă Ярослав Мушинский; n. 8 august 1976, Chișinău, RSS Moldovenească, URSS) este un fost alergător din Republica Moldova care a concurat în cursele de maraton. A reprezentat Moldova la Jocurile Olimpice de vară din anii 2000, 2008 și 2012.

## Biografie
S-a născut la Chișinău și a crescut la Ocnița; s-a specializat inițial în cursa de 3000 de metri. În această probă, a terminat al paisprezecelea la Universiada de vară din 2001 și al patrulea la Universiada de vară din 2003 și a concurat la Jocurile Olimpice din 2000 fără a ajunge la finală. Cel mai bun timp personal al său este de 8:29.98 minute, realizat în iulie 1999 în Bila Țerkva. A a concurat la Campionatele Mondiale de sală din 2001, la Campionatele Mondiale de sală din 2006 și la Campionatele Europene de sală din 2007 fără a ajunge în finală.
Ulterior a trecut la maraton. A concurat fără să termine Campionatele Mondiale din 2007 și s-a clasat pe locul 41 la Jocurile Olimpice din 2008. În maraton a realizat un timp personal de 2:11:43 ore în octombrie 2008 la maratonul de la Istanbul și s-a îmbunătățit în continuare pentru a înregistra un timp de 2:10:15 ore la maratonul de la Ljubljana din 2009, unde s-a plasat pe locul doi în finală, în spatele lui William Biama din Kenya.  A câștigat maratonul din Düsseldorf în aprilie 2010, stabilind recordul național și cel mai bun timp personal de 2:08:32. A evoluat slab la Maratonul Lake Biwa în martie 2011, terminând la două minute în spatele primilor 15 sportivi. Cea mai bună alergare a anului (2:12:07) a venit la Maratonul Internațional Gyeongju⁠(d), unde a terminat pe locul patru. A concurat la maraton la Jocurile Olimpice de vară din 2012, terminând pe locul 25.

## Realizări
| An   | Competiție                               | Locație                    | Loc | Eveniment        | Note    |
| ---- | ---------------------------------------- | -------------------------- | --- | ---------------- | ------- |
| 1995 | Campionatul European de Juniori (sub 20) | Nyíregyháza, Ungaria       | 18  | 3000 m obstacole | 9:21,10 |
| 1998 | Campionatul European                     | Budapesta, Ungaria         | 23  | 3000 m obstacole | 8:47,27 |
| 1999 | Universiada                              | Palma de Mallorca, Spania  | 11  | 3000 m obstacole | 8:46,37 |
| 2000 | Jocurile Olimpice                        | Sydney, Australia          | 30  | 3000 m obstacole | 8:42,04 |
| 2001 | Campionatul Mondial în sală              | Lisabona, Portugalia       | 17  | 3000 m           | 8:21,85 |
| 2001 | Universiada                              | Beijing, China             | 14  | 3000 m obstacole | 8:53,74 |
| 2001 | Universiada                              | Beijing, China             | 21  | semimaraton      | 1:11:26 |
| 2003 | Universiada                              | Daegu, Coreea de Sud       | 4   | 3000 m obstacole | 8:40,41 |
| 2004 | Maratonul Podgorica                      | Podgorița, Muntenegru      | 1   | maraton          | 2:21:41 |
| 2005 | Maratonul Podgorica                      | Podgorița, Muntenegru      | 1   | maraton          | 2:23:59 |
| 2006 | Campionatul Mondial în sală              | Moscova, Rusia             | 20  | 3000 m           | 8:08,35 |
| 2006 | Novi Sad NIS Marathon                    | Novi Sad, Serbia           | 1   | maraton          | 2:13:39 |
| 2007 | Campionatul European în sală             | Birmingham, Marea Britanie | 15  | 3000 m           | 8:04,28 |
| 2007 | Campionate Mondiale                      | Osaka, Japonia             | –   | maraton          | NT      |
| 2007 | Istanbul Eurasia Marathon                | Istanbul, Turcia           | 6   | maraton          | 2:11:59 |
| 2008 | Jocurile Olimpice                        | Beijing, China             | 41  | maraton          | 2:21:18 |
| 2008 | Istanbul Eurasia Marathon                | Istanbul, Turcia           | 3   | maraton          | 2:11:43 |
| 2008 | Maratonul Podgorica                      | Podgorița, Muntenegru      | 1   | maraton          | 2:14:50 |
| 2009 | Ljubljana Marathon                       | Ljubljana, Slovenia        | 2   | maraton          | 2:10:15 |
| 2010 | Düsseldorf Marathon                      | Düsseldorf, Germania       | 1   | maraton          | 2:08:32 |
| 2011 | Gongju Dong-A Marathon                   | Gyeongju, Coreea de Sud    | 4   | maraton          | 2:12:07 |
| 2012 | Jocurile Olimpice                        | Beijing, China             | 25  | maraton          | 2:16:25 |

## Recorduri personale
| Probă            | Performanță | Dată              | Locație    |
| ---------------- | ----------- | ----------------- | ---------- |
| 3000 m obstacole | 8:33,5      | 10 iunie 2000     | Chișinău   |
| Semimaraton      | 1:02:33     | 27 octombrie 2002 | Podgorița  |
| Maraton          | 2:08:32 RN  | 2 mai 2010        | Düsseldorf |
| 3000 m în sală   | 8:04,28     | 2 martie 2007     | Birmingham |